# Stanton Drew
Stanton Drew est une paroisse civile et un village du Somerset, en Angleterre.